# Улица Гонсиори
Улица Го́нсиори (эст. Gonsiori tänav), в 1950–1991 годах улица Михаи́ла Ломоно́сова (эст. Mihhail Lomonossovi tänav)  — улица в центре города Таллина, столицы Эстонии.

## География
Находится в районе Кесклинн. Идёт c запада на восток и проходит через пять микрорайонов: Сюдалинн, Компасси, Рауа, Торупилли и Кадриорг. Начинается у Дома торговли, на перекрёстке бульвара Эстония и улицы Антса Лайкмаа, идёт на восток, пересекается с улицами Манеэжи, Кивисилла, Виллема Реймана, Рауа, Пронкси, Фридриха Рейнгольда Крейцвальда Крейцвальда, Карла Роберта Якобсона, Фридриха Кульбарса, Лаулупео, Яана Поска, Юри Вильмса и Везивярава. Заканчивается на перекрёстке с улицей Лаагна.
Протяжённость — 1778 м.

## История
Название «улица Гонсиори» (рус. Гонзиорская, нем. Gonsiorstraße) вошло в употребление в народе после того, как в 1821 году самый известный в истории Ревеля благотворитель, адвокат Ревельской ратуши (1816—1828 гг.) и ревельский ратман (1828 г.) Якоб Гонсиор купил в этой местности четыре объекта недвижимости. Официально название Гонсиори было присвоено улице в 1876 году, до этого она называлась улица Максимовская (эст. Maksimovi tänav, нем. Maximowstraße). Старая улица Гонсиори шла более-менее параллельно современной улице Гонсиори, примерно в 50 метрах севернее, и заканчивалась на пересечении с улицей Реймана. После войны, когда здания вдоль улицы были в значительной степени разрушены во время мартовской бомбардировки 1944 года, улица была перенесена на нынешнее место и продлена.
В 1950—1991 годах улица носила имя М. В. Ломоносова. 18 октября 1991 года ей вернули прежнее название.

## Общественный транспорт
По улице проходят маршруты городских автобусов № 9, 31, 42, 46 и 55.

## Застройка, учреждения и предприятия
Застройка улицы в основном относится к 1950–1970 годам. Сохранилось несколько зданий, построенных в 1930-х годах, есть дома 1989 и 1993 годов постройки. Высота жилых домов в основном составляет 4–5 этажей. 

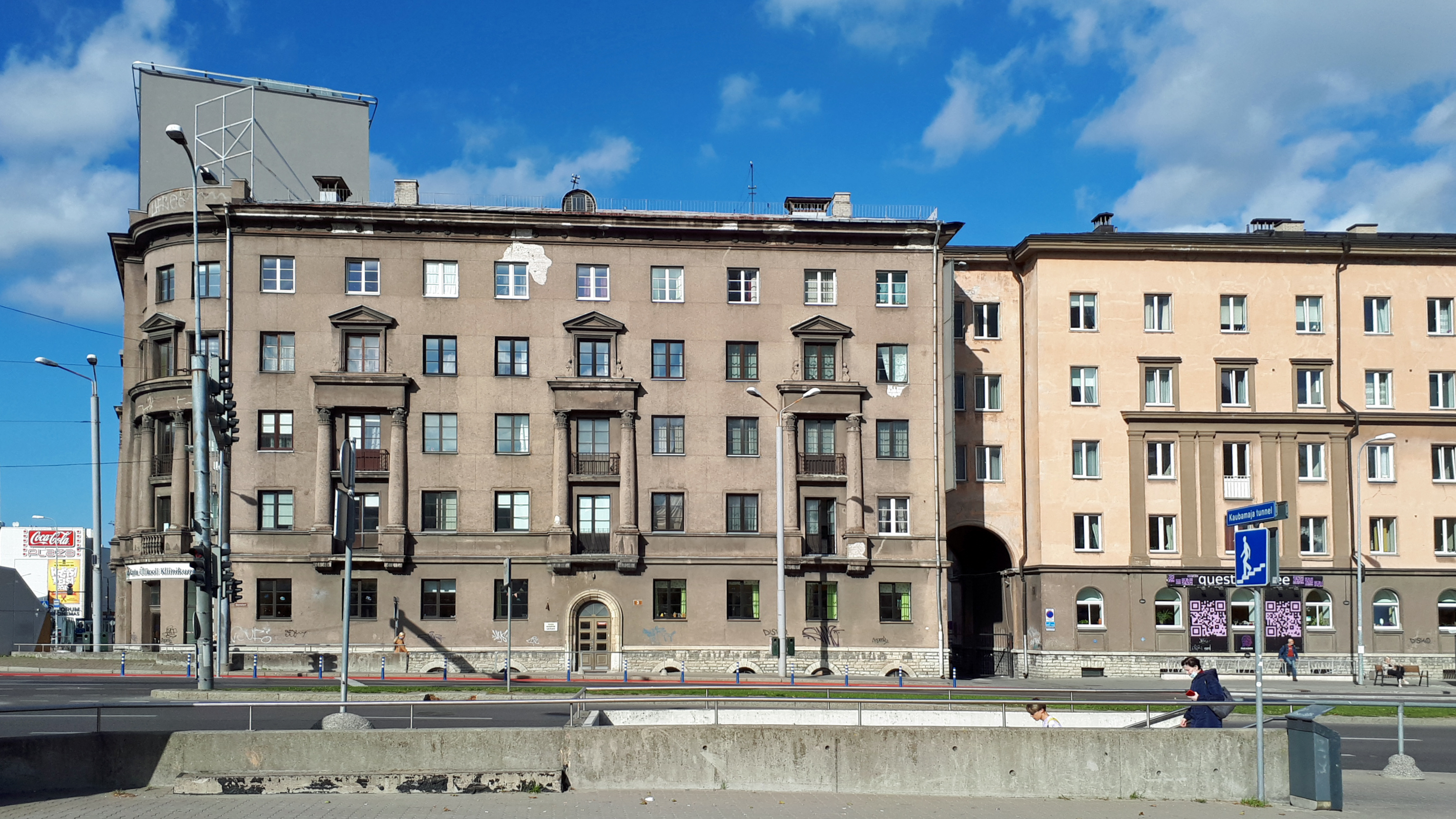
Улица Гонсиори, дом 3 и дом 5

Номерные знаки улицы носят следующие учреждения:
- Gonsiori tn 2 — Таллинский Дом торговли;
- Gonsiori tn 3 — Клиника мужского здоровья Тартуского университета;
- Gonsiori tn 21 — Дом радио;
- Gonsiori tn 27 — Дом телевидения (т. н. Старый теледом); 
Построен в 1965 году. В советское время в нём размещалась главная редакция подготовки программ на плёнке Эстонского телевидения («Эстонский телефильм»)[4]. Строительство «нового» теледома было завершено в 1986 году рядом, на улице Фельмана (Faehlmanni tänav 12)[8];
- Gonsiori tn 36 — библиотека Торупилли;
- Gonsiori tn 38 — Кадриоргская Немецкая гимназия. Здание построено в 1960 году.

Вдоль улицы Гонсиори, между пересечениями с улицами Пронкси и Крейцвальди, расположен Полицейский парк, в котором есть детская площадка, скейт-площадка и площадка для выгула собак.
Остальные известные здания вдоль улицы Гонсиори имеют нумерацию пересекающихся с ней улиц: на перекрёстке улиц Рауа, Гонсиори и Пронкси находится пожарное депо, памятник культуры 1939 года (Raua tänav 2); у перекрёстка с улицей Крейцвальди — гостиница Hilton Tallinn Park Hotel (построена в 2013–2016 годах на месте Reval Pаrk Hotel&Casino, до этого — гостиницы «Кунгла»); на перекрёстке с улицей Весивярава расположены построенный в 2002 году супермаркет торговой сети Selver (Vesivärava tänav 37) и офисно-жилое здание Kadrioru Plaza, сданное в эксплуатацию в 2020 году (Vesivärava tänav 50).

Улица Гонсиори
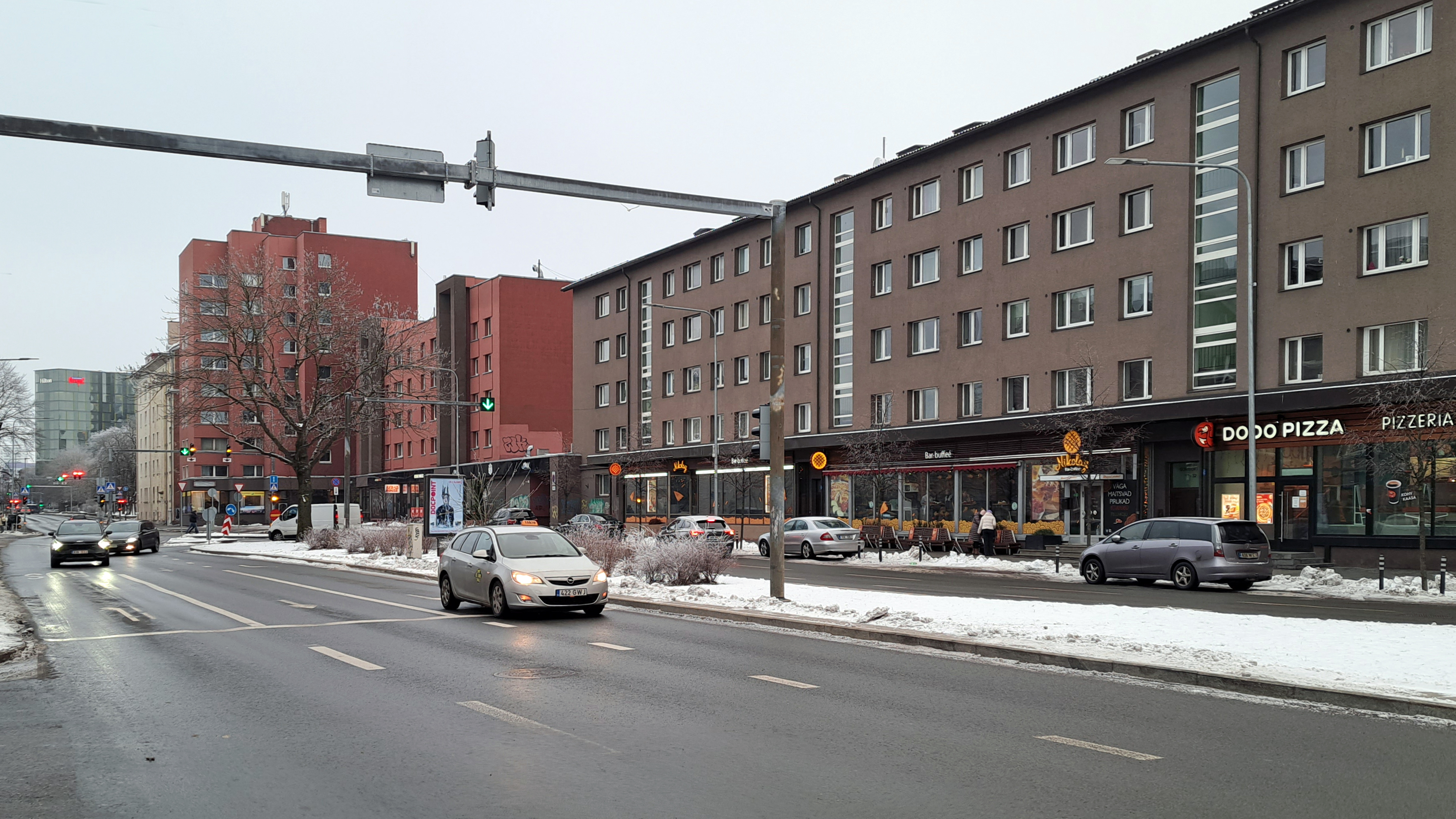
Справа налево: дома 10, 12 и 12А
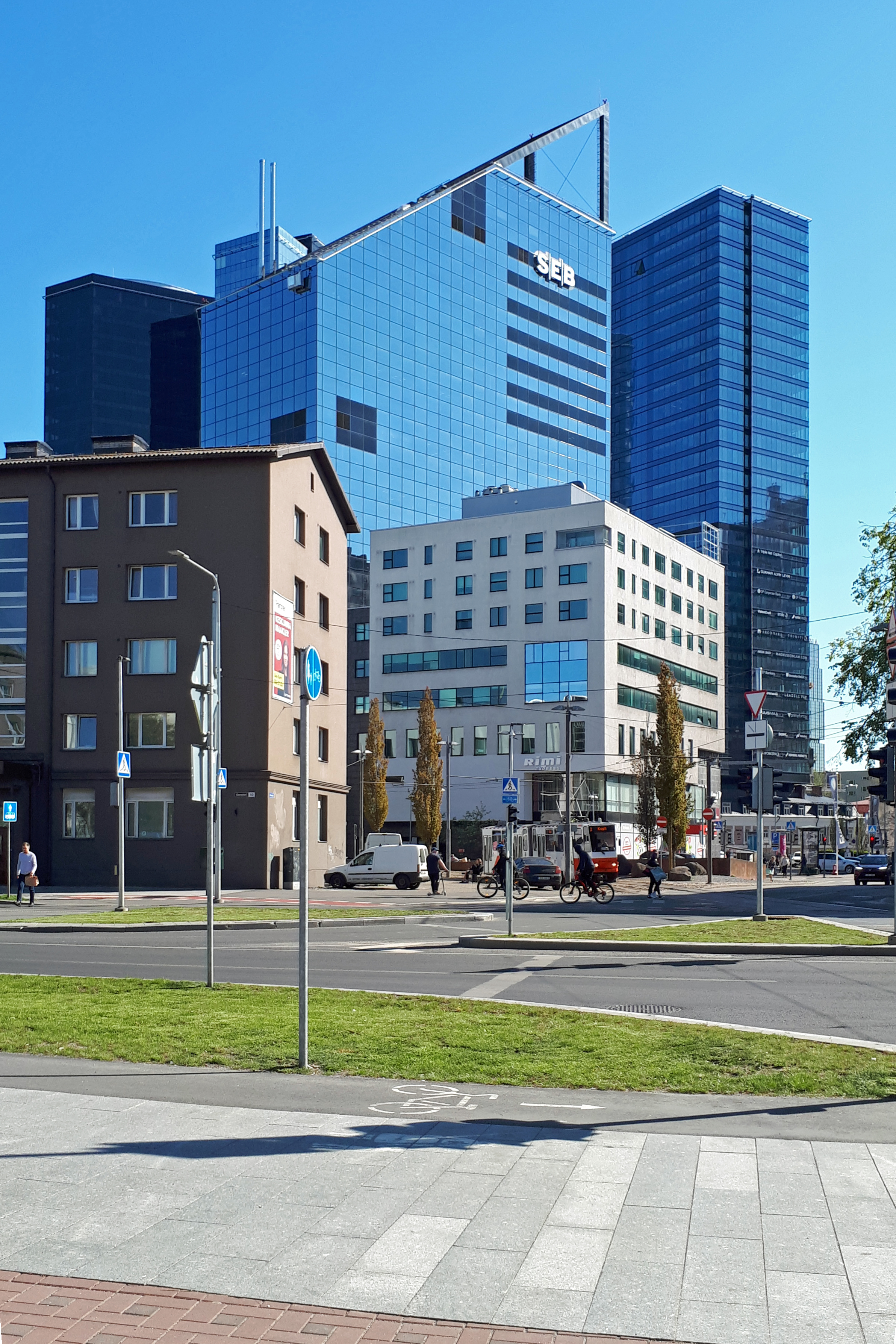
Перекрёсток с улицей Манеэжи
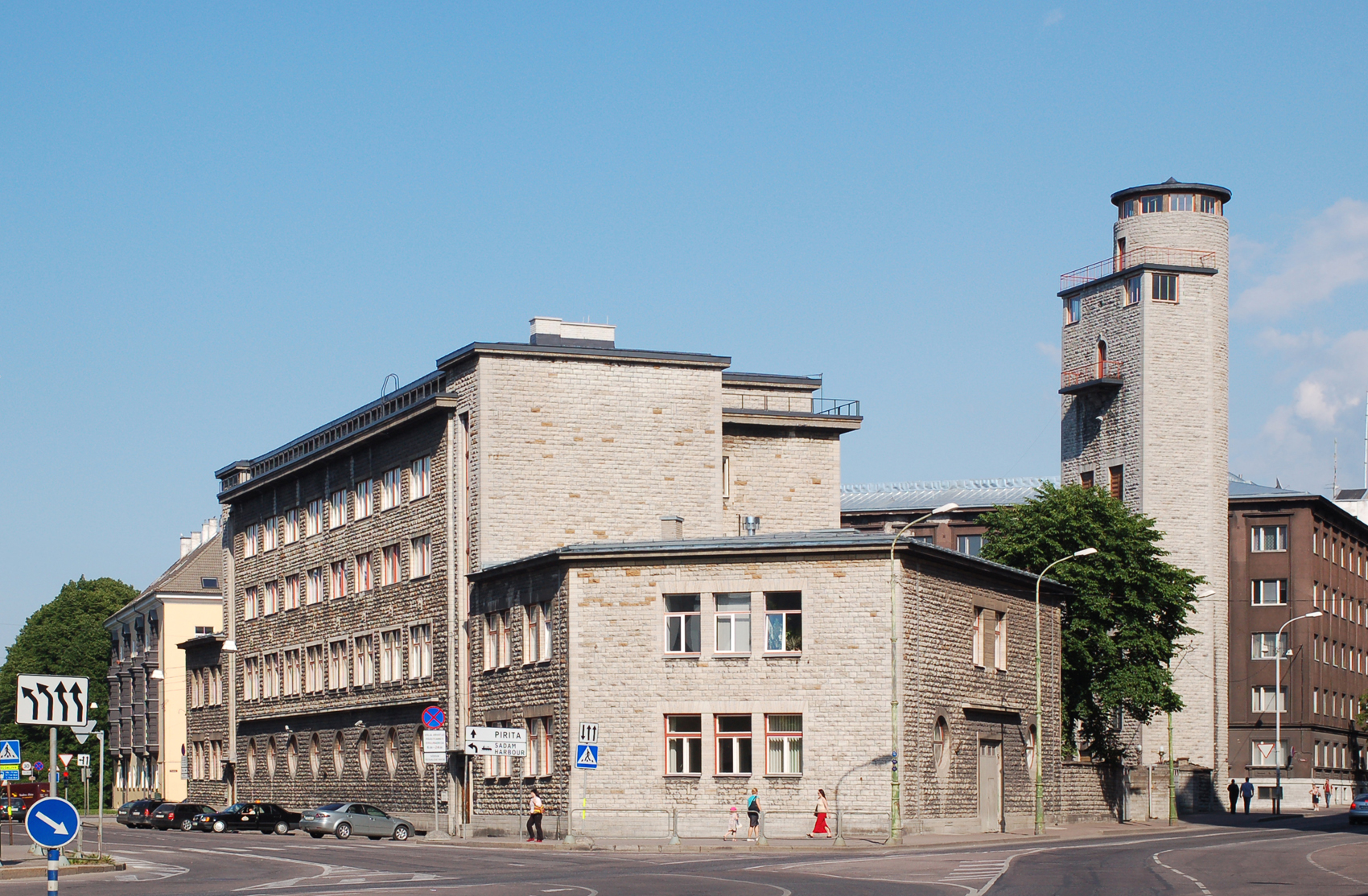
Перекрёсток с улицей Рауа и пожарное депо
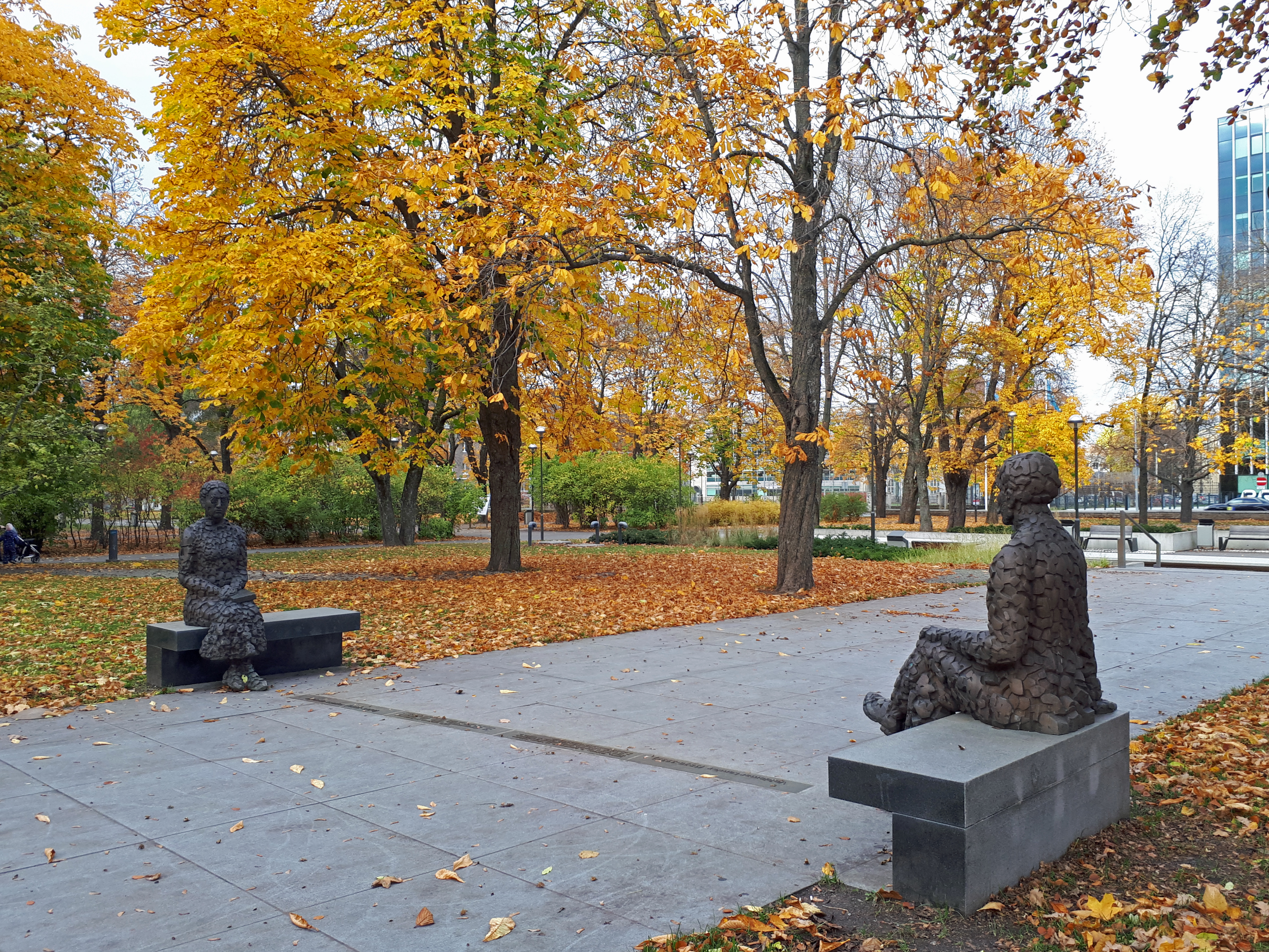
Полицейский парк
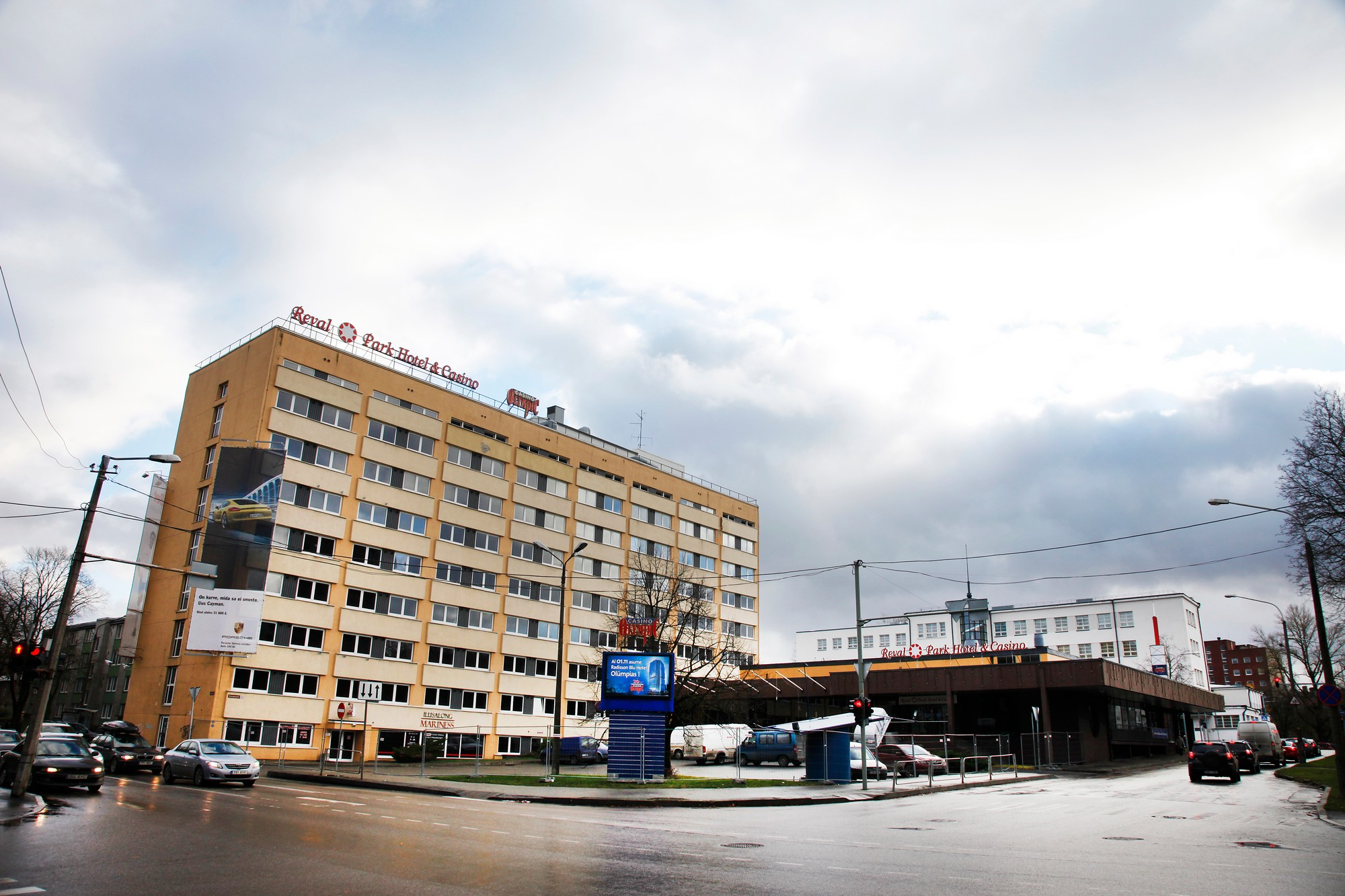
Reval Park Hotel&Casino в 2013 году
Hilton Tallinn Park Hotel в 2019 году
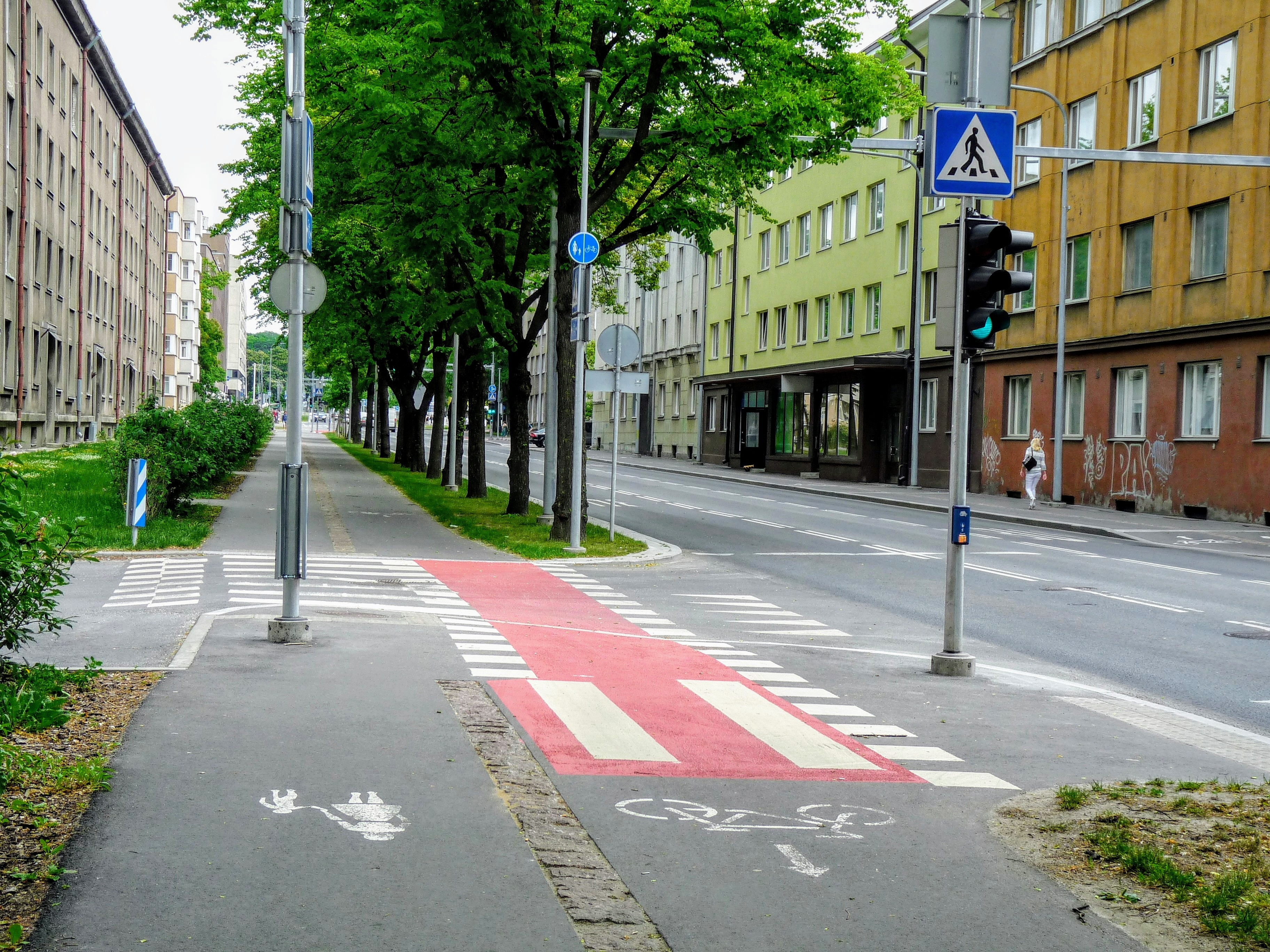
Перекрёсток с улицей Кульбарси
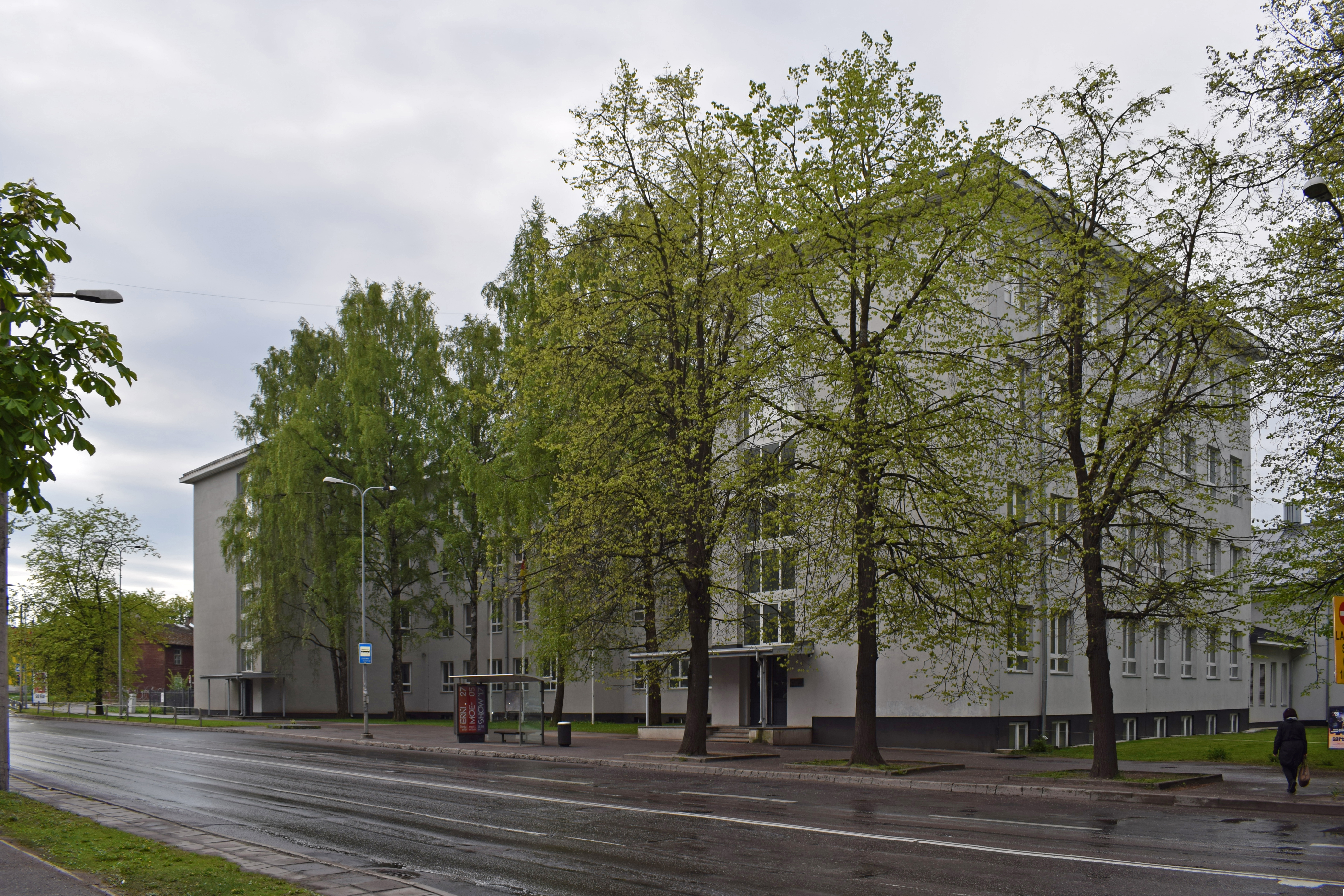
Кадриоргская Немецкая гимназия
Конец улицы (перекрёсток c улицей Лаагна)
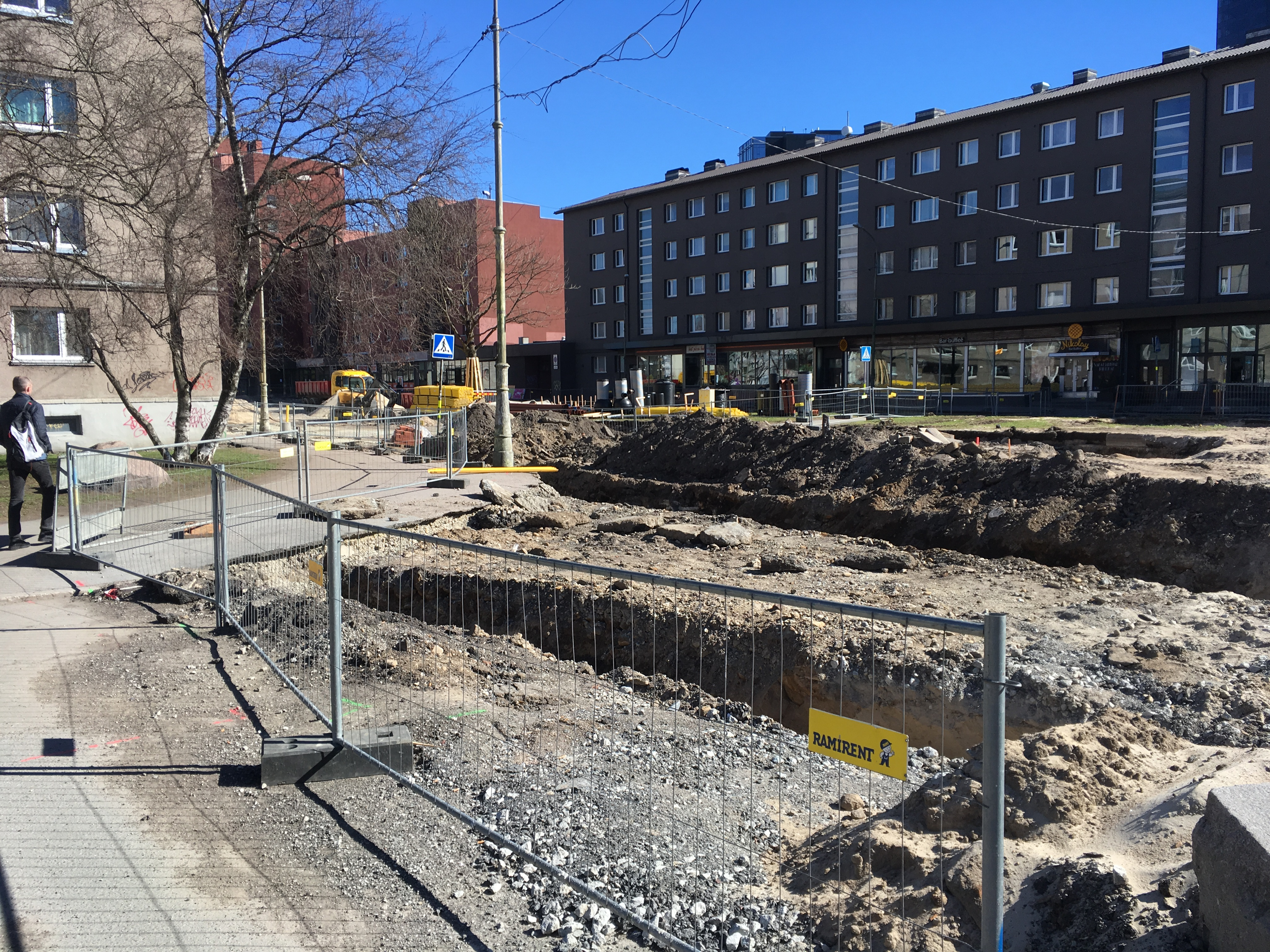
Обновление улицы, 2018 год
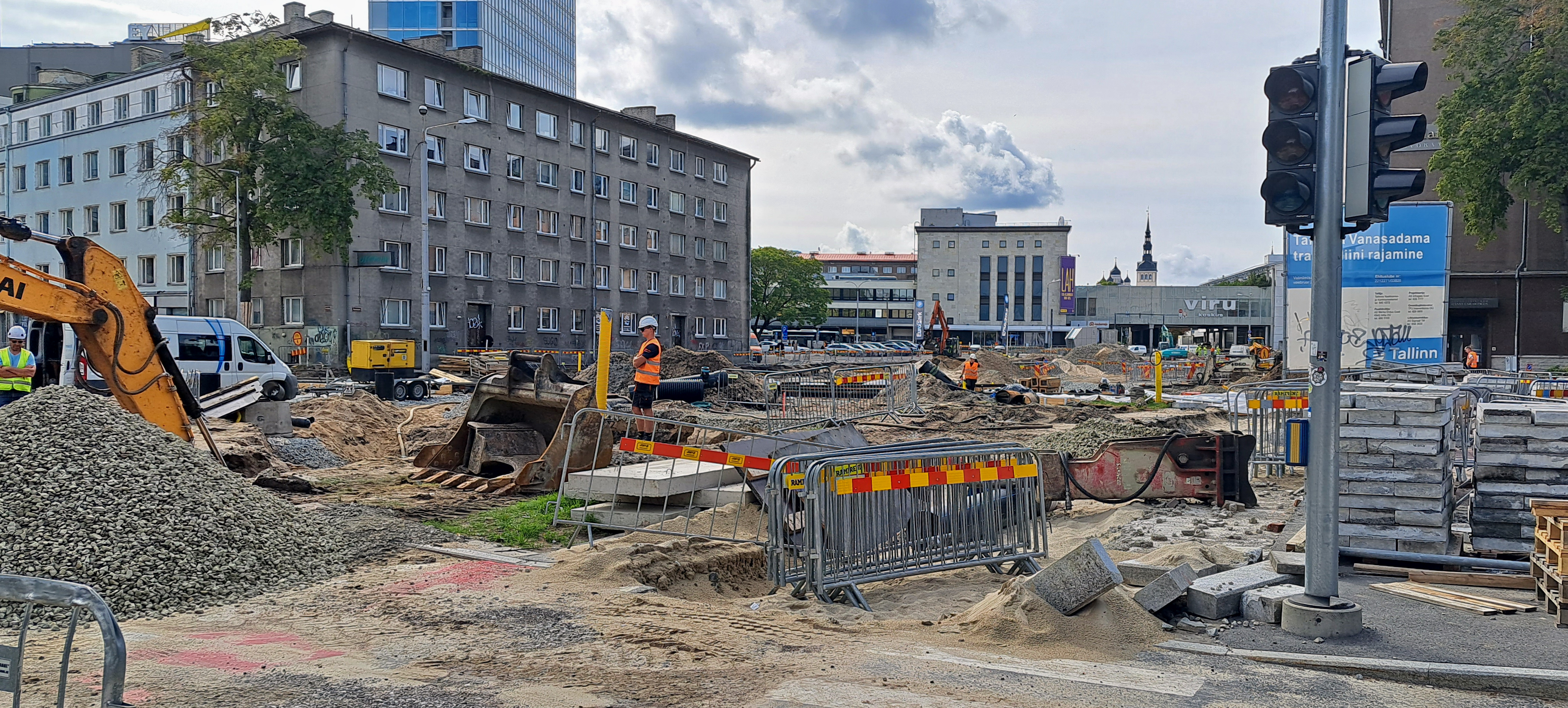
Строительство трамвайной линии, 2023 год. Вид с улицы Манеэжи
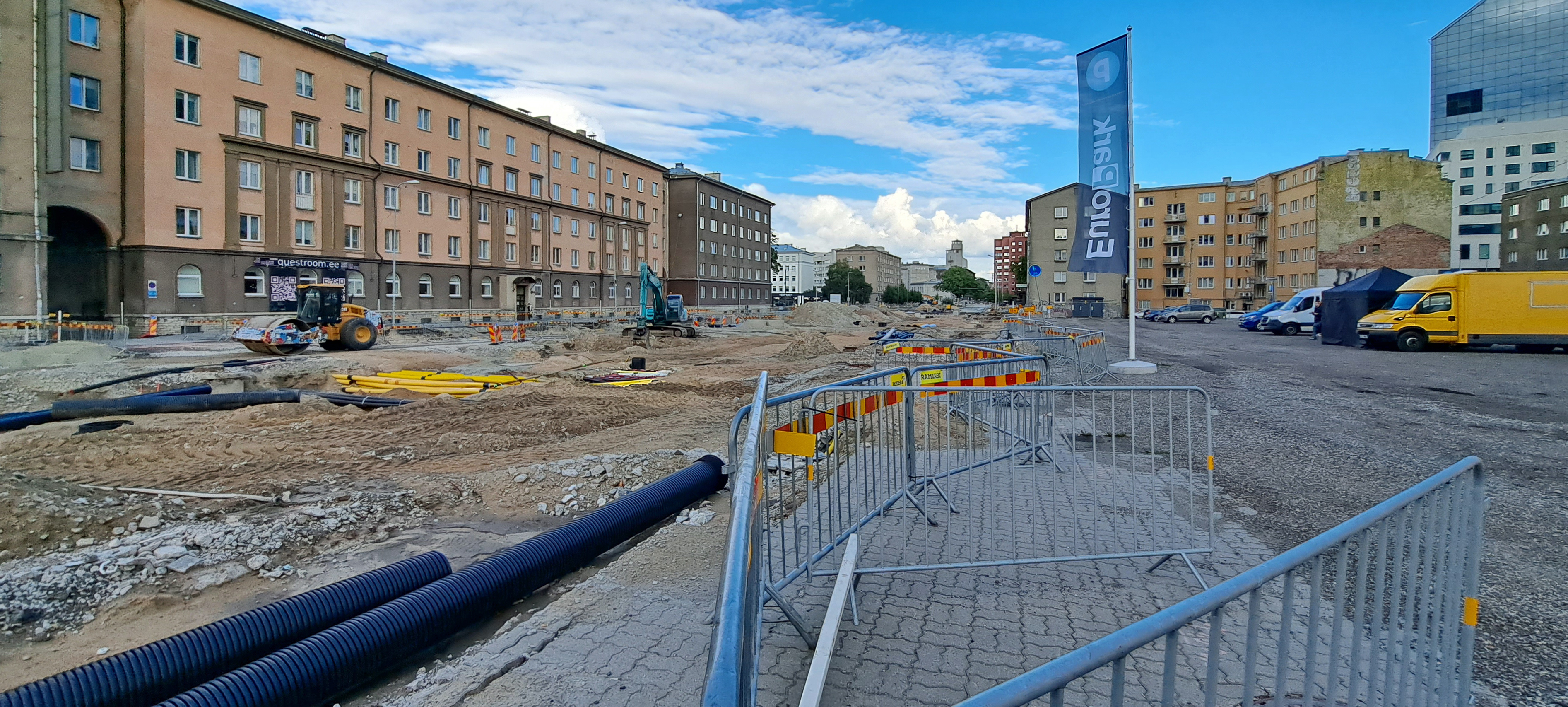
Строительство трамвайной линии, 2023 год. Вид с улицы Лайкмаа
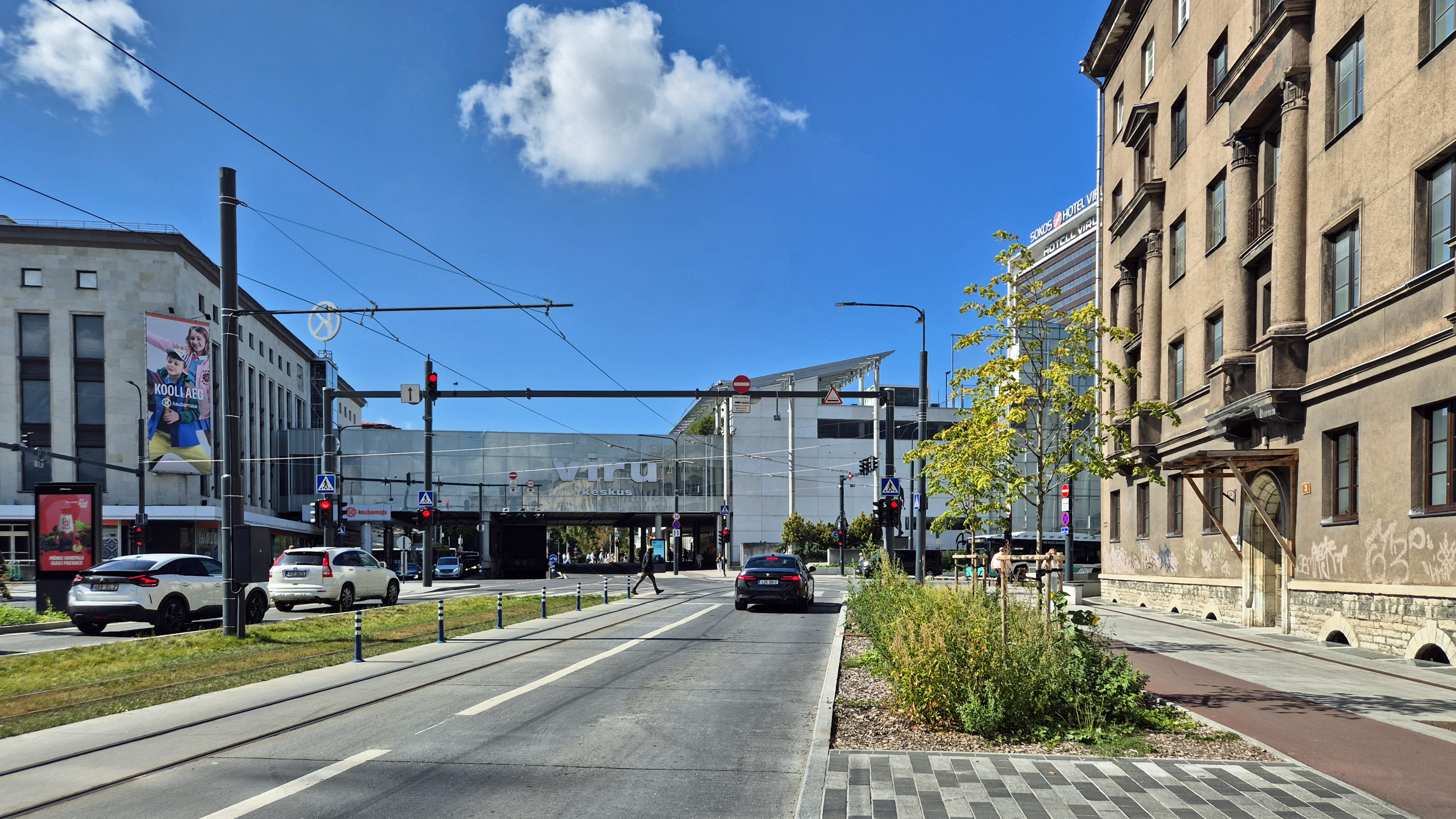
Август 2025 года, улица после реконструкции

## Памятники культуры

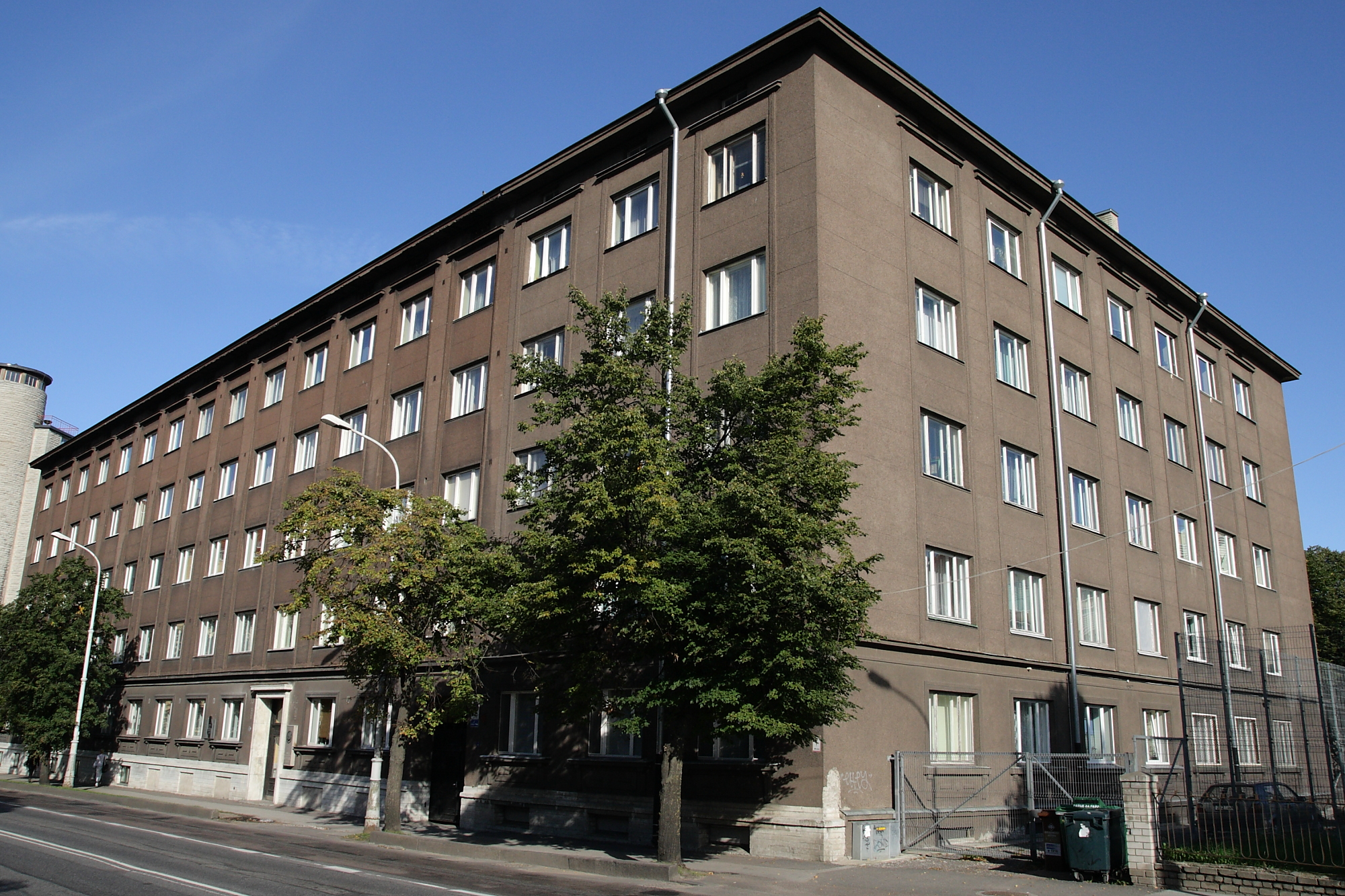
Дом 17

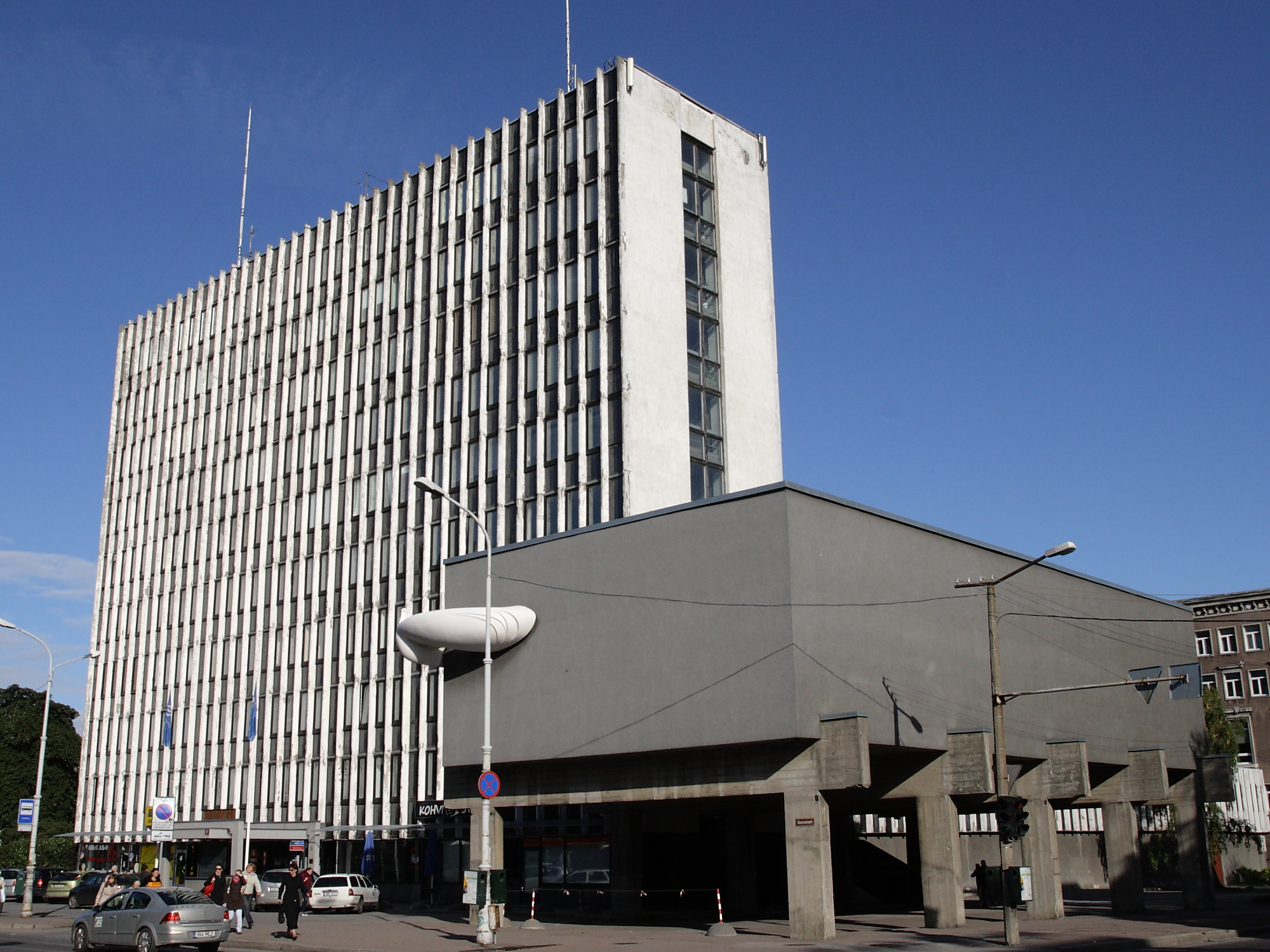
Дом 21

- Дом 17
Пятиэтажное многоквартирное здание с высоким цоколем из плитняка спроектировал в 1937 году архитектор Эдгар-Йоханн Куузик, строительство завершено в 1938 году с упрощённым решением фасада, которое разработал архитектор Харальд Арман. В доме до конца жизни жил архитектор Эдгар-Йоханн Куузик, в честь которого в 1988 году на стене дома была установлена памятная доска, а также известные пианисты Анна Клас и Бруно Лукк[12].
- Дом 21
Новый Дом радио, построен в 1972 году. Стильный образец модернистской архитектуры 1970-х годов. Здание спроектировали архитекторы Адо Эйги[эст.] и Юри Яама[эст.]; оно состоит из двух дополняющих друг друга частей. 10-этажное главное здание, построенное из сборных железобетонных элементов, используется по своему первоначальному назначению: здесь работает государственная радиовещательная компания Eesti Raadio, часть помещений сдаётся в аренду другим предприятиям. Высота и воздушность здания подчеркнута равномерно расположенными пилястрами из железобетона на главном и заднем фасадах[13].
- Дом 25
Построен в 1937 году. Образец жилого дома в стиле функционализма, спроектирован Тынисом Михкельсоном[эст.]. Пятиэтажный дом с центральным отоплением, двумя подъездами  и двумя лифтами, внешние и несущие стены построены из кирпича, фасады покрывают известняковая крошка и известковая краска. По проекту в доме были 2-, 3-, 4- и 5-комнатные квартиры с удобствами: жилые комнаты просторные, с большими окнами; кухня с большой кладовкой; комната прислуги и туалет были размещены в едином блоке; в 5-комнатной квартире был камин[14].